# 钟匡时
钟匡时（9世纪—10世纪），钟传长子。中国唐朝末年军阀，在统治镇南军20年的其父钟传死后短暂控制镇南军。他接手不久，敌对军阀淮南节度使杨渥就败俘了他，控制了镇南军。

## 钟传统治期间
钟匡时生年不详。中和二年（882年），先前已控制镇南军的钟传被任为江西观察使即镇南军节度使。乾宁元年（894年），任钟匡时为袁州刺史以攻打败亡军阀孙儒的残部马殷。天复元年（901年），钟传攻抚州刺史危全讽，围抚州，危全讽同意奉钟传号令，求和，将女儿嫁给钟匡时。

## 短暂统治
天祐三年（906年）四月，钟传薨。军中立钟匡时为留后。危全讽说：“让钟郎君做三年节度使，然后我当自己做。”钟传养子钟延规（《新唐书》误作钟传次子钟匡范）为江州刺史，为自己不能继立而怀恨，遣使投降淮南节度使杨渥，并称钟匡时勾结宣武军节度使朱全忠图谋淮南。五月，杨渥趁机任升州刺史秦裴为西南行营都招讨使，攻镇南军。七月，秦裴到洪州，驻军蓼洲，诸将请阻水立寨，秦裴不肯，而钟匡时却遣将刘楚据之。诸将怪罪秦裴，秦裴说：“钟匡时的骁将只有刘楚一人，如果率众守城，不能速克，我故意以要害诱他来此。”不久破寨，擒刘楚，围镇南军部洪州。饶州刺史唐宝请降。九月，秦裴拔洪州，擒钟匡时和司马陈象等五千人，解送淮南军府扬州。杨渥自兼镇南军节度使，以秦裴为洪州制置使。
钟匡时、陈象被送到扬州后，杨渥切责其不早降，钟匡时顿首请死。杨渥哀怜赦免了他，斩陈象于市。钟匡时后事不详。